# No te vayas
«No te vayas» es una canción grabada por el cantante colombiano Camilo. Fue presentado el 28 de marzo de 2019.

## Antecedentes y composición
La canción marca una reinvención del cantante en el género urbano. Contó con la bajo la producción de Diego Tucci. Además, es el primer sencillo del álbum Por primera vez.
«No te vayas» es una canción que muestra el estilo característico de Camilo. Tiene una duración de tres minutos con veintiún segundos en su versión original, mientras que su video musical dura tres minutos con veintidós segundos.
Fue escrita por Camilo, Jorge Luis Chacin, Edgar Barrera, Jon Leone, Frank Santofimio, Marco Efraín Masís, Mau Montaner y Ricky Montaner, y su producción estuvo a cargo de Tainy y Jon Leone.

## Video musical
El videoclip fue grabado en Argentina bajo la producción de Diego Tucci y la dirección de Marlene Rodríguez. Cuenta con la participación actoral de su novia Evaluna Montaner. Asimismo, fue lanzado el 28 de marzo de 2019 por el canal de Camilo en YouTube.

### Sinopsis
Comienza con una mujer que disfruta haciendo sus actividades cotidianas, y a la vez narra la historia de un hombre que está completamente enamorado de ella y se imagina compartiendo junto a ella en su día a día. En el desenlace, se ve a Camilo trabajando en una cafetería donde atiende a la mujer de sus sueños mientras que anda acompañada de otro hombre.

## Posicionamiento en listas
| Listas                           | Mejor posición posición |
| -------------------------------- | ----------------------- |
| Estados Unidos (Hot Latin Songs) | 30                      |
| México Airplay (Billboard)       | 46                      |